# Andy Martínez
Andy Steven Martínez Chiroque (né le 28 septembre 1993) est un athlète péruvien, spécialiste du 100 m.
Il remporte le titre ibéro-américain en 2014 à São Paulo en battant le record national péruvien en 10 s 30, record qui résistait depuis 37 ans (Fernando Acevedo en 1977). Il remporte le titre du 100 m lors des Championnats d'Amérique du Sud d'athlétisme espoirs 2014 à Montevideo.
Il porte ce record à 10 s 28 le 22 avril 2016 à Tarija et termine 4e des Championnats d'Amérique du Sud 2017 en 10 s 29 à Luque.